# Andrena flavipes
Andrène à pattes jaunes
Espèce
Synonymes
- Andrena cinerascens Eversmann, 1852[1]
- Andrena fulvicrus[1]

Statut de conservation UICN

 LC  : Préoccupation mineure
Andrena flavipes, communément appelé Andrène à pattes jaunes, est une espèce d'insectes hyménoptères de la famille des Andrenidae. Cette abeille est présente en Europe, en Asie et dans le nord de l'Afrique.

## Description
Cette abeille sauvage, dont l'aspect général rappelle celui de l'abeille domestique présente des poils bruns sur le thorax et sur la tête, plus clairs en dessous de l'abdomen. Ce dernier est noir rayé de jaune et se termine par une brosse noire. Les pattes postérieures des femelles présentent des brosses à pollen jaunes. Les mâles ont une frange de poils noirs sur la marge intérieure des yeux, contrastant avec les poils brunâtres de la face.

## Écologie
Cette espèce est bivoltine, elle a deux générations par an. La première vole d'avril à mai, on la trouve sur des Salicaceae (saules), Asteraceae (Bellis perennis, Tussilago farfara), Rosaceae (Mallus, Potentila verna), Lamiaceae (Lamium), Ranunculaceae (Ranunculus) et Scrophulariaceae (véronique petit-chêne). La deuxième visite les Asteraceae et les Fabaceae. Les femelles peuvent former des bourgades dans des milieux anthropisés, des zones humides et le long des cours d'eau. Elles creusent une galerie d'une dizaine de cm comportant jusqu'à 10 cellules accueillant chacune une larve.

## Parasites
Les nids sont parasités par Nomada fucata, une abeille coucou spécifiquement liée à Andrena flavipes.